# ووبرن
ووبرن (به انگلیسی: Wooburn) یک روستا و محله مدنی در بریتانیا است که در Wycombe واقع شده‌است. ووبرن ۱۰٬۷۹۲ نفر جمعیت دارد.